# Thor: Ragnarok
Thor: Ragnarok is een Amerikaanse superheldenfilm uit 2017, geregisseerd door Taika Waititi. Het is de derde speelfilm gebaseerd op de Thor-comic van Marvel Comics en de zeventiende film in het Marvel Cinematic Universe. De film ging op 10 oktober 2017 in Los Angeles in première.
De hoofdrollen in de film worden vertolkt door Chris Hemsworth, Tom Hiddleston, Mark Ruffalo, Tessa Thompson, Jeff Goldblum, Cate Blanchett, Anthony Hopkins en Idris Elba.

## Verhaal

### Proloog
Thor zit in een kooi in het hol van vuurmonster Surtur. Die orakelt dat Odin zich niet meer in Asgard bevindt en Ragnarok daarmee aanstaande is. Thor hoort aan hoe Surtur zijn kroon wil verenigen met de Eeuwige Vlam in Odins kluis om daarna het rijk van de Asgardianen te vernietigen. Nu hij dit weet, ontsnapt Thor uit de kooi, verslaat hij Surtur en neemt hij diens kroon mee om op te bergen in Asgard. Hij is ervan overtuigd dat hij Ragnarok hiermee heeft afgewend.

### Verhaal
Terug in Asgard doorziet Thor dat zijn broer Loki zich voordoet als Odin. Hun vader is echt vermist. Ze vinden hem op aanwijzing van Dr. Strange in Noorwegen. Odin vertelt zijn zonen dat hij stervende is en Ragnarok echt aanstaande. Zodra hij overlijdt, zal zijn eerstgeboren kind Hela vrijkomen. Zij leidde de Asgardiaanse troepen toen Odin met haar de negen werelden veroverde. Hela wilde daarna doorgaan met bloedvergieten, terwijl Odin vreedzaam wilde gaan regeren. Daarom  verbande hij haar en wiste hij ieder teken van haar bestaan uit. Thor en Loki wisten daarom nooit dat ze een zus hadden.
Odin overlijdt en Hela keert strijdbaar als altijd terug. Thor gooit Mjölnir naar haar, maar zij verbrijzelt die met één hand. Zijn broer en hij zijn geen partij voor haar. Ze vluchten uiteindelijk via de Bifröst. Hela laat haar oude leger en reuzenwolf Fenris herrijzen en neemt Asgard in. Ze wil haar heerschappij uitbreiden naar de andere rijken, maar Heimdall gaat ervandoor met het zwaard dat de Bifröst bedient.
Thor komt terecht op de planeet Sakaar. Hier wordt hij gevangen door een premiejager. Zij krijgt hem in haar macht met een disk die hem elektrocuteert als hij niet gehoorzaamt. Ze verkoopt hem vervolgens aan de heerser van Sakaar, de Grandmaster. Loki blijkt ook aanwezig op de planeet. Hij heeft zichzelf in een goed daglicht gezet bij de Grandmaster. Thor herkent de premiejager als Valkyrie. Zij is de enige van de legendarische Walkuren die een eerdere strijd tegen Hela overleefde. Thor wordt gedwongen tot een gladiatorengevecht tegen de kampioen, Hulk. Hij staat op het punt om te winnen wanneer de Grandmaster het gevecht manipuleert, zodat Hulk alsnog zegeviert. Thor blijft zo een gevangene. Wanneer hij de Quinjet vindt waarmee Hulk naar Sakaar is gevlogen, blijkt hierin een opname aanwezig van Natasha Romanoff. Die laat Hulk voor het eerst sinds de gevechten in Sokovia twee jaar eerder veranderen in Bruce Banner. Valkyrie zegt Thor haar hulp toe bij het redden van Asgard. Voordat ze vertrekken, bevrijden ze de andere gladiatoren. Die beginnen onder aanvoering van Korg en Miek een opstand tegen de Grandmaster.
Thor, Valkyrie en Banner vliegen terug naar Asgard. Hier nemen ze het samen met de Asgardianen op tegen Hela en haar troepen. Loki en de bevrijde gladiatoren schieten hen te hulp. Thor is in gevecht met Hela weer aan de verliezende hand wanneer hij een visioen van Odin krijgt. Hij beseft dan dat hij Ragnarok juist moet veroorzaken. Asgard is Hela's krachtbron en als dat wordt vernietigd, is zij verslagen. Thor laat Loki Surturs kroon in de Eeuwige Vlam zetten, waardoor het monster herboren wordt midden in Asgard. Wanneer hij dat verwoest, gaat Hela mee ten onder. Thor vertrekt gaat daarop met Valkyrie, Hulk, Loki, Korg, Miek en de overgebleven Asgardianen naar de aarde.

### Epiloog
Thor en zijn reisgenoten zijn onderweg naar de aarde wanneer hun ruimteschip wordt onderschept door het veel grotere vaartuig van Thanos. Op Sakaar komt de Grandmaster te midden van zijn verwoeste vestiging oog in oog te staan met talloze opstandelingen.

## Rolverdeling
| Acteur               | Personage                                          |
| -------------------- | -------------------------------------------------- |
| Chris Hemsworth      | Thor                                               |
| Tom Hiddleston       | Loki                                               |
| Mark Ruffalo         | Bruce Banner / Hulk                                |
| Cate Blanchett       | Hela                                               |
| Tessa Thompson       | Valkyrie                                           |
| Idris Elba           | Heimdall                                           |
| Anthony Hopkins      | Odin                                               |
| Karl Urban           | Skurge the Executioner                             |
| Jeff Goldblum        | The Grandmaster                                    |
| Tadanobu Asano       | Hogun                                              |
| Ray Stevenson        | Volstagg                                           |
| Zachary Levi         | Fandral                                            |
| Rachel House         | Topaz                                              |
| Benedict Cumberbatch | Doctor Stephen Strange                             |
| Taika Waititi        | Korg                                               |
| Clancy Brown         | Surtur                                             |
| Luke Hemsworth       | Acteur van Thor                                    |
| Sam Neill            | Acteur van Odin                                    |
| Matt Damon           | Acteur van Loki                                    |
| Charlotte Nicdao     | Acteur van Sif                                     |
| Stan Lee             | Sakaaran Barbier                                   |
| Stephen Murdoch      | Miek                                               |
| Scarlett Johansson   | Natasha Romanoff / Black Widow (archief materiaal) |

## Productie

### Ontwikkeling
Op 29 januari 2014 werd bekend dat Craig Kyle en Christopher Yost werden ingehuurd om de derde Thor-film te schrijven.
Op 28 oktober 2014, tijdens een evenement in Los Angeles waar Marvel Studios de toekomstplannen uit de doeken deed, werd Thor: Ragnarok officieel aangekondigd, met als voorlopige releasedatum 28 juli 2017. Ook bevestigde Kevin Feige, hoofd van Marvel Studios, dat Chris Hemsworth en Tom Hiddleston opnieuw Thor en Loki zouden spelen.
Op 10 februari 2015 maakte Marvel bekend dat de release van de film werd uitgesteld tot op 3 november 2017.
Op 2 oktober 2015 werd bekend dat de Nieuw-Zeelandse regisseur Taika Waititi in vergevorderde onderhandelingen was met Marvel om de derde Thor-film te regisseren. Enkele weken later maakte Marvel bekend dat Waititi had getekend voor de regie van de film en dat ook acteur Mark Ruffalo in de film te zien zou zijn als Hulk.
Begin december 2015 werd bekendgemaakt dat Stephany Folsom werd aangetrokken om het script van de film te herzien en af te ronden.

### Opnames
De filmopnamen gingen van start op 4 juli 2016 in de Village Roadshow Studios in Oxenford, Australië. Naast de opnames in Oxenford werden er ook draaidagen in Sydney, Brisbane en Queensland gepland.
Op 24 oktober 2016, drie maanden na de start van de opnames, werd via een livestream op de officiële facebookpagina van Marvel bekendgemaakt dat de opnames erop zaten.
In de zomer van 2017 vonden er gedurende drie weken reshoots plaats in Atlanta. Marvelbaas Kevin Feige liet in een interview met Collider weten dat er met de reshoots geen grote veranderingen werden aangebracht aan de film. Actrice Tessa Thompson liet dan weer in een interview met datzelfde Collider weten dat daarnaast ook de after-credit-scènes werden opgenomen tijdens de reshoots.

## Ontvangst

### Critici
Op Rotten Tomatoes behaalde de film een Certified Fresh rating van 93%, gebaseerd op 280 recensies met een gemiddelde van 7,5/10. De Critics Consensus op de site meldt "Opwindend, grappig maar bovenal plezierig, Thor: Ragnarok is een kleurrijk kosmisch avontuur dat een nieuwe standaard zet voor zijn franchise, en de rest van het Marvel Cinematic Universe". 
Metacritic komt op een score van 73/100, gebaseerd op 48 recensies.

### Box-office
Een week voor de release in de Verenigde Staten werd Thor: Ragnarok in 36 verschillende landen uitgebracht, waar de film in zijn openingsweekend $107,6 miljoen opbracht. Hiermee deed de film het in zijn internationale openingsweekend beter dan Guardians of the Galaxy Vol. 2 (met 4%) en Doctor Strange (met 22%). In zijn openingsweekend in de Verenigde Staten bracht de film $122 miljoen op.